# Michel Gondry
Michel Gondry (Versailles, 1963. május 8. –) Oscar-díjas francia forgatókönyvíró, film-, reklámfilm- és kliprendező. 
Hírének alapját ötletes vizuális stílusa és filmjei képi világának, mise en scène-jének egyedi kialakítása adja. Fia, Paul Gondry szintén rendező.

## Élete és pályafutása
Michel Gondry Versailles-ban született. Filmes pályája akkor kezdődött, amikor elkészítette klipjeit az Oui Oui francia rockzenekar számára, amelynek dobosa volt. Az így elkészült videóinak stílusa megragadta az izlandi énekesnő, Björk figyelmét, aki megkérte, rendezze ő Human Behaviour című számának klipjét. A művészi együttműködés tartósnak bizonyult: Gondry összesen hét klipet rendezett Björknek. Más művészekkel is együtt dolgozott, köztük többször a Daft Punkkal, a White Stripesszal, a Chemical Brothersszel, a The Vines-szal, a Steriogrammel, a Radioheaddel és Beckkel. Gondry számos tévéreklámot készített. Ő volt a bullet time-technika egyik úttörője: egyaránt használta a The Rolling Stones Like a Rolling Stone című számához készített klipjében és a Smirnoff vodka 1998-as reklámjában; megemlíthető még az általa a Gap amerikai ruházatiüzlet-lánc számára készített, három invenciózus reklámból álló füzér, illetve a Levi's 501 Jeanst reklámozó Drugstore című szpot, mely a Guinness Rekordok Könyve szerint a legtöbb díjjal jutalmazott tévéreklám.
Gondryt gyakran említik példaként - Spike Jonze és David Fincher mellett - arra az áramlatra, mely során eredetileg kliprendezéssel foglalkozó filmesek - esetenként nem kevés sikerrel - kipróbálják magukat az egész estés produkciók rendezői székében is. Gondry első filmje a 2001-ben készített, utóbb változatos kritikákat kapó Libidó - Vissza az ösztönökhöz (eredeti címén Human Nature) című vígjáték volt. Második filmje (egyben Charlie Kaufman forgatókönyvíróval való második közös munkája), a 2004-ben bemutatott Egy makulátlan elme örök ragyogása már elragadtatta a kritikusok többségét. A Makulátlan elme nagy hasznát veszi ama számos, a látvány sokrétű manipulálását célzó technikának, amikkel Gondry a klipjeiben kísérletezett. Gondry a filmért Kaufmannal és Pierre Bismuth-szel együtt megkapta a legjobb eredeti forgatókönyvnek járó Oscart. Gondry klipjeinek stílusa gyakran az értelmezés kereteivel való játékot eredményező videórögzítési és kameratrükkökön alapul.
Gondry következő egész estés filmje a 2006-os Dave Chappelle's Block Party című zenés dokumentumfilm, melyben Dave Chappelle amerikai komikus nagy volumenű, ingyenes koncertet akar összehozni Brooklyn Bedford-Stuyvesant negyedében. Ezt Az álom tudománya követte, mely 2006 szeptemberében (Magyarországon 2007 áprilisában) került a mozikba. A film, melynek főszerepét a mexikói Gael García Bernal játssza, a Makulátlan elmében alkalmazott fantasztikus, szürreális látványtechnikához való visszatérést jelzi.
2006 szeptemberében Gondry installációművészként is bemutatkozott, amikor New York SoHo galérianegyedében lévő Deitch Projectsben megnyílt első tárlata. A kiállítás címe magyarra lefordítva Az álom tudománya: Szobrok és beteges, hátborzongató kis ajándékok bemutatója volt; anyagát az Álom tudományának kellékei, a film jelenetkivágatai, illetve az érdeklődését felkeltő nőknek általa adott ajándékok adták; ez utóbbiak közül sokan korábbi és akkori munkatársai közül kerültek ki, úgy mint Karen Baird, Kishu Chand, Dorothy Barrick és Lauri Faggioni. Megtekinthető volt a film vezérmotívuma, a 'katasztrófa-kalendárium' is; a természeti és emberi katasztrófák viszolyogtató ábrázolására Gondry Baptiste Ibar festőt kérte fel.
Interior Design (2008) című rövid játékfilmjének fiatal japán hősnője, filmes karrierre vágyó barátja társaságában, Tokióba érkezik. A lány, a városban uralkodó elidegenedést és saját létének céltalanságát átérezve, fokozatosan székké változik. A szürreális képekben előadott hátborzongató mesén a klasszikus japán metamorfózis-történetek hatása érezhető.
Gondry az elkövetkezendő forgatókönyveit Daniel Clowes képregényrajzoló, -író segítségével írja majd.

## Filmográfia

### Nagyjátékfilmek
| Év   | Magyar cím                               | Eredeti cím                           | Feladatkör | Feladatkör | Feladatkör | Megjegyzések                                        |
| Év   | Magyar cím                               | Eredeti cím                           | Rendező    | Író        | Producer   | Megjegyzések                                        |
| ---- | ---------------------------------------- | ------------------------------------- | ---------- | ---------- | ---------- | --------------------------------------------------- |
| 2001 | Libidó – Vissza az ösztönökhöz           | Human Nature                          | Igen       | Nem        | Nem        |                                                     |
| 2004 | Egy makulátlan elme örök ragyogása       | Eternal Sunshine of the Spotless Mind | Igen       | Sztori     | Nem        | sztori társírója: Charlie Kaufman és Pierre Bismuth |
| 2005 |                                          | Dave Chappelle's Block Party          | Igen       | Nem        | Igen       | dokumentumfilm                                      |
| 2006 | Az álom tudománya                        | La Science des rêves                  | Igen       | Igen       | Igen       |                                                     |
| 2008 | Tekerd vissza, haver!                    | Be Kind Rewind                        | Igen       | Igen       | Igen       |                                                     |
| 2009 |                                          | The Thorn in the Heart                | Igen       | Igen       | Nem        | dokumentumfilm                                      |
| 2011 | Zöld darázs                              | The Green Hornet                      | Igen       | Nem        | Nem        |                                                     |
| 2012 | Buli a buszon                            | The We and the I                      | Igen       | Igen       | Nem        | társíró: Paul Proch és Jeff Grimsha                 |
| 2013 | Animált beszélgetés Noam Chomskyval      | Is the Man Who Is Tall Happy?         | Igen       | Igen       | Igen       | dokumentumfilm animátor és színész (önmaga)         |
| 2013 | Tajtékos napok                           | L'écume des jours                     | Igen       | Igen       | Nem        | társíró: Luc Bossi                                  |
| 2015 | Tökmag és Gázolaj – Vakáció négy keréken | Microbe et Gasoil                     | Igen       | Igen       | Nem        |                                                     |
| 2023 | A megoldások könyve                      | Le Livre des solutions                | Igen       | Igen       | Nem        |                                                     |

### Rövidfilmek
| Év   | Cím                                               | Feladatkör | Feladatkör | Megjegyzések               |
| Év   | Cím                                               | Rendező    | Író        | Megjegyzések               |
| ---- | ------------------------------------------------- | ---------- | ---------- | -------------------------- |
| 1986 | L'expedition fatale                               | Igen       | Igen       |                            |
| 1987 | Jazzmosphère                                      | Igen       | Nem        |                            |
| 1988 | My Brother's 24th Birthday                        | Igen       | Nem        |                            |
| 1989 | Vingt p'tites tours                               | Igen       | Nem        |                            |
| 1998 | La lettre                                         | Igen       | Igen       |                            |
| 2001 | One Day...                                        | Igen       | Igen       | színész (A férfi)          |
| 2003 | Pecan Pie                                         | Igen       | Igen       |                            |
| 2004 | I've Been Twelve Forever                          | Igen       | Nem        | színész (önmaga)           |
| 2004 | Ossamuch! – Kishu & Co                            | Igen       | Nem        |                            |
| 2004 | Tiny                                              | Igen       | Igen       |                            |
| 2004 | Three Dead People                                 | Igen       | Igen       |                            |
| 2004 | Drumb and Drumber                                 | Igen       | Nem        |                            |
| 2007 | Michel Gondry Solves a Rubik's Cube with His Nose | Igen       | Igen       |                            |
| 2008 | Interior Design                                   | Igen       | Igen       | Tokyo! című film szegmense |
| 2013 | Haircut Mouse                                     | Igen       | Igen       |                            |
| 2017 | Détour                                            | Igen       | Igen       |                            |
| 2021 | A Dozen Eggs                                      | Igen       | Igen       |                            |

### Televízió
| Év        | Magyar cím    | Eredeti cím             | Feladatkör | Feladatkör      | Megjegyzések              |
| Év        | Magyar cím    | Eredeti cím             | Rendező    | Vezető producer | Megjegyzések              |
| --------- | ------------- | ----------------------- | ---------- | --------------- | ------------------------- |
| 2009      | Slágermájerek | Flight of the Conchords | Igen       | Nem             | 1 epizód (Unnatural Love) |
| 2011      |               | Jimmy Kimmel Live!      | Igen       | Nem             | vendégrendező             |
| 2018–2020 | Most nevess!  | Kidding                 | Igen       | Igen            | rendező (8 epizód)        |

### Videográfia
| - "Declare Independence" - Björk (2007) Archiválva 2008. június 22-i dátummal a Wayback Machine-ben - "Dance Tonight" - Paul McCartney (2007) - "Cellphone's Dead" - Beck (2006) - "King of the Game" - Cody ChesnuTT (2006) - "Anysound" - The Vines (2006) - "Heard 'Em Say" (U.S. Version) - Kanye West (2005) - "The Denial Twist" - The White Stripes (2005) - "A Ribbon" - Devendra Banhart (2005) - "Light & Day" (movie version) - The Polyphonic Spree (2004) - "Winning Days" - The Vines (2004) - "Mad World" (Donnie Darko soundtrack version) - Gary Jules (2004) - "Ride" - The Vines (2004) - "Walkie Talkie Man" - Steriogram (2004) - "I Wonder" - The Willowz (2004) - "The Hardest Button to Button" - The White Stripes (2003) - "Behind" - Lacquer (2003) - "Come Into My World" - Kylie Minogue (2002) - "Jon meets Jessica" - Navie Stroll (2002) - "A l'envers à l'endroit" - Noir Désir (2002) - "Dead Leaves and the Dirty Ground" - The White Stripes (2002) - "Fell in Love with a Girl" - The White Stripes (2002) - "Star Guitar" - The Chemical Brothers (2002) - "Knives Out" - Radiohead (2001) - "Let Forever Be" - The Chemical Brothers (1999) - "Gimme Shelter" - The Rolling Stones (1998) - "Another One Bites The Dust" - Wyclef Jean (1998) - "Music Sounds Better With You" - Stardust (1998) - "Bachelorette" - Björk (1997) - "Deadweight" - Beck (1997) - "Jóga" - Björk (1997) - "Everlong" - Foo Fighters (1997) - "A Change Would Do You Good" - Sheryl Crow (1997) - "Around the World" - Daft Punk (1997) - "Feel It" - Neneh Cherry (1997) - "Sugar Water" - Cibo Matto (1996) - "Hyper-Ballad" - Björk (1996) - "Like a Rolling Stone" - The Rolling Stones (1995) - "She Kissed Me" - Terence Trent D'Arby (1995) - "Isobel" - Björk (1995) - "Protection" - Massive Attack (1995) | - "High Head Blues" - Black Crowes (1995) - "Army of Me" - Björk (1995) - "Fire On Babylon" - Sinéad O’Connor (1994) - "Lucas With the Lid Off" - Lucas (1994) - "Little Star" - Stina Nordenstam (1994) - "This is it (Your Soul)" - Hothouse Flowers (1993) - "It's Too Real (Big Scary Animal)" - Belinda Carlisle (1993) - "Human Behaviour" - Björk (1993) - "Believe" - Lenny Kravitz (1993) - "She Kissed Me" - Terence Trent D'Arby (1993) - "Voila, Voila, Qu'ça r'Commence" - Rachid Taha (1993) - "La main parisienne" - Malcolm McLaren, featuring Amina (1993) (unreleased) - "Je Danse Le Mia" - IAM (1993) - "Snowbound" - Donald Fagen (1993) - "La Tour de Pise" - Jean François Coen (1993) - "Hou! Mamma Mia" - Les Négresses Vertes (1993) - "Les Jupes" - RoBERT (1992) - "Two Worlds Collide" - Inspiral Carpets (1992) - "Close But No Cigar" - Thomas Dolby (1992) - "Paradoxal Système" - Laurent Voulzy (1992) - "La Ville" - Oui Oui (1992) - "How the West Was Won" - Energy Orchard (1992) - "Les Voyages Immobiles" - Etienne Daho (1992) - "Blow Me Down" - Mark Curry (1992) - "Comme un ange (qui pleure)" - Les Wampas (1992) - "Dad, laisse-moi conduire la Cad" - Peter & the Electro Kitsch Band (1991) - "La normalité" - Les Objects (1991) - "Sarah" - Les Objects (1991) - "Ma Maison" - Oui Oui (1990) - "Queen for a Day" - The Life of Riley (1989) (unreleased) - "Tu rimes avec mon cœur" - Original MC (1989) - "Les Cailloux" - Oui Oui (1989) - "Il y a ceux" - l'Affaire Louis Trio (1989) - "Queen for a Day" - The Life of Riley (1989) - "Dô, l'enfant d'eau" - Jean-Luc Lahaye (1988) - "Bolide" - Oui Oui (1988) - "Un Joyeux Noël" - Oui Oui (1988) - "Junior Et Sa Voix D'Or" - Oui Oui (1988) |

### Reklámok
| - Adidas Aftershave - Released From Work - Air France - Le Nuage. YouTube - Air France - Le Passage. YouTube - AMD - Flatzone. YouTube - BMW - Pure Drive. YouTube - Coca-Cola - Snowboarder. YouTube - Nespresso - The Boutique - Diet Coke - Tingle and Bounce 1. YouTube Tingle and Bounce 2. YouTube - Électricité de France - Selects - Earthlink - Privacy. YouTube - Fiat - Lancia Y10. YouTube - Fox Sports Network reklámkampány (négy reklám) - Gap - Holiday Campaign 1. YouTube Holiday Campaign 2. YouTube Holiday Campaign 3. YouTube - Gatorade - Propel Fitness Water - Drip. YouTube - Heineken - Debut | - HP - Eternal Dreamer. YouTube - Levi's - Bellybutton. YouTube - Levi's - Drugstore. YouTube - Levi's - Mermaids. YouTube - Levi's - Swap. YouTube - Motorola - Razr2. YouTube - NatWest - Zoom - Nike - Kosárlabdás reklámkampány (öt reklám). YouTube - Nike - I Can Play. YouTube - Nike - Leo - Nike - The Long, Long Run. YouTube - Polaroid - Resignation / Living Moments. YouTube - Smirnoff - Smarienberg. YouTube - Volvo - I Said Volvo |

### Magyar nyelven
- Michel Gondry a PORT.hu-n (magyarul)
- Michel Gondry: Mindig történik valami abszurd - az origó interjúja
- a Terasz.hu[halott link] hosszú elemzése Michel Gondry munkásságáról
- interjú a Kultúra.hu-n
- Elcsórták apu kameráját

### Más nyelven
- az AOL interjúja a Be Kind Rewindról, kitekintéssel Gondry filmkészítővé való érésére (angol nyelven)
- a Director File ·· Michel Gondry említést tesz Gondry minden munkájáról (angol nyelven)
- Le Monde de Michel Gondry - Michel munkáival foglalkozó francia weboldal
- Michel Gondry az Internet Movie Database oldalon (angolul)
- Le Romantique - a New York Times Magazine cikke Michel Gondryról (09/2006) (angol nyelven)
- Washington Post: Michel Gondry (03/2006) (angol nyelven)
- Associated Press article Gondry álmai és munkái között tételez kapcsolatot (angol nyelven)
- a Suicide Girls interjúja (angol nyelven)
- DirectorsLabel.com Spike Jonze-zal és Chris Cunninghammel közösen alapítva (angol nyelvű)
- a Partizan képviseli Gondryt, akárcsak sok más reklámfilm- és videokliprendezőt világszerte (angol nyelvű)
- BBC Imagine... - Exquisite Corpse (angol nyelven)
- "Dream Factory" by Ben Davis, Artnet Magazine (angol nyelven)
- "How My Brain Works" Scott Thill, a Bright Lights Film Journal újságírójának interjúja Michel Gondryval (angol nyelven)
- Michel Gondry-videók a YouTube-on
  - "Michel Gondry Solves a Rubiks Cube with his Nose". YouTube arról, hogyan "rakja ki" Michel Gondry a bűvös kockát az "orrával".
  - "How Michel Gondry Faked His Rubik's Cube Stunt". YouTube - Videó, mely bizonyítékokat tartalmaz ama hipotézisre nézve, miszerint Michel Gondry, ahogy a bűvös kockát a lábával kirakja, az csak trükk.
- Interviews SiouxWIRE interjúgyűjtemény (angol nyelvű)
- "Michel Gondry" - Az Olde English komikuscsoport egyszerre parodizálja az MTV Cribs celebrityháztűznéző-realityt és Michel Gondry filmkészítő stílusát.